# Tipula minutissima
Tipula minutissima är en tvåvingeart som först beskrevs av Carl von Linné 1767.  Tipula minutissima ingår i släktet Tipula och familjen gallmyggor.
Artens utbredningsområde är Sverige. Inga underarter finns listade i Catalogue of Life.